# Regola dei terzi

La regola dei terzi applicata al soggetto (l'albero) e all'orizzonte

La regola dei terzi è un accorgimento che è stato utilizzato per secoli dai pittori ed è tuttora molto diffuso nella composizione di una fotografia. Dividendo l'immagine in terzi e ponendo il soggetto in uno dei punti di intersezione delle linee immaginarie ottenute, si ritiene che l'immagine risulti più dinamica (rispetto a una composizione che pone il soggetto al suo centro), ma armonica al tempo stesso. La regola è talmente popolare che alcune macchine fotografiche sono dotate di mirini con una griglia di suddivisione in terzi per aiutare il fotografo.

## Storia
Vitruvio Pollione, architetto e scrittore romano, vissuto nel I secolo a.C. ha avuto una grandissima influenza nello studio della composizione con la sua De Architectura, opera dedicata ad Augusto imperatore affinché potesse eseguire il suo grande programma edilizio secondo precise norme dell’arte. Perfino secoli dopo, in pieno rinascimento, nel clima di generale rivalutazione dei valori culturali dell’antichità classica, gli studi di Vitruvio Pollione assunsero grandissima importanza. La sezione aurea è uno dei principii teorici della composizione, attribuita dagli storici proprio a Vitruvio, il quale si impegnò a studiare l’organizzazione delle forme nello spazio e la migliore collocazione del soggetto principale. La composizione più semplice, quella naturale ad alto contenuto simmetrico, consisteva nel collocare il soggetto al centro di una inquadratura. Vitruvio volle spezzare questo tipo di simmetria e iniziò a pensare a quale distanza da uno dei lati potesse collocare il soggetto, ovvero il punto di interesse, conservando l’equilibrio della scena. L'architetto romano trovò la soluzione dividendo un segmento in due parti di differente lunghezza e in uno speciale rapporto tra loro: il rapporto tra la più corta e la più lunga doveva essere pari al rapporto tra la parte più lunga e l’intero segmento. Matematicamente questo numero è circa pari a 8:13 che equivale a moltiplicare la lunghezza del segmento per 0,62.

## Teoria

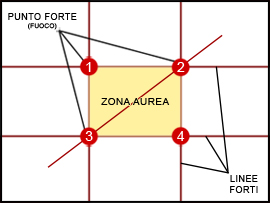
Griglia di divisione in terzi

Secondo la regola dei terzi all'immagine va “idealmente” sovrapposto un reticolo composto da due linee verticali e due linee orizzontali (linee di forza), equidistanti tra loro e i bordi dell'immagine. L'immagine viene quindi divisa in nove sezioni uguali: il riquadro centrale prende il nome di "zona aurea" ed è delimitato dai quattro punti di intersezione delle linee (punti di forza, punti focali o fuochi). Questi sono i punti in cui l'occhio si concentra maggiormente dopo aver “guardato” il centro dell'immagine e dai quali raccoglie maggiore informazione.
Quindi le linee di forza devono essere intese come uno scheletro immaginario su cui si basa la composizione. Semplificando, è come se nell'immagine agissero delle forze invisibili che indicano il percorso visivo catturando l'attenzione dell'osservatore. Se nella pittura artisti come Matisse hanno spesso applicato la regola dei terzi, in fotografia, possiamo citare, uno per tutti, l'emblematico fotoartista che ha sempre utilizzato la regola dei terzi nella realizzazione delle sue immagini: Henri Cartier-Bresson. Quest’ultimo ha sempre voluto che le sue opere fossero rappresentate, in stampa, nella loro integrità ossia a pieno formato senza tagli. Tale pretesa trova giustificazione nel fatto che qualsiasi postuma diversa inquadratura che poteva avvenire anche non volutamente in stampa, avrebbe variato la posizione dei punti aurei concepiti in ripresa e quindi avrebbe cambiato il percorso di lettura e con esso il senso dell'immagine.

## In pratica
Praticamente, in fotografia, per applicare la regola dei terzi, sarà necessario, per mezzo del mirino in dotazione alla fotocamera,  collocare gli elementi più importanti del soggetto nei punti aurei dell’inquadratura nel rispetto della prospettiva non in modo casuale ma avendo ben chiaro il messaggio che vogliamo arrivi a chi osserverà le nostre opere.

## Particolarità
In generale, per rendere l'immagine più dinamica il soggetto deve essere posto sulle linee di forza dell'immagine (solitamente quelle verticali) o più precisamente nei punti focali dell'inquadratura; la posizione decentrata ne risalta l'importanza. Le linee di forza orizzontali, nella composizione di fotografie paesaggistiche, sono utilizzate come riferimenti per posizionare l'orizzonte e i piani di prospettiva. Inoltre si possono utilizzare come linee guida quelle diagonali che passano per due fuochi opposti.
La regola dei terzi è applicabile a ogni formato, che può essere quindi anche quadrato o panoramico, ogni volta, cioè, che è possibile suddividere l'immagine in terzi.

## Graphic design
Di seguito alcuni esempi di uso della regola dei terzi nel graphic design:

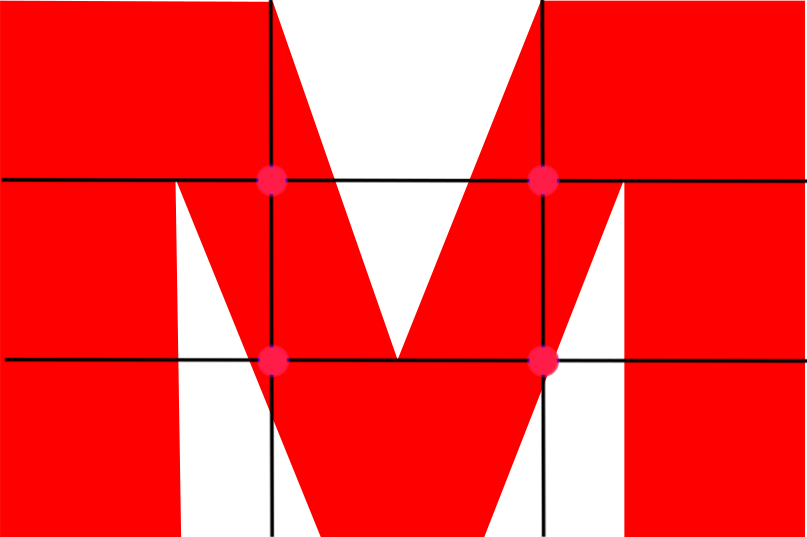
Uso della regola dei terzi in un font

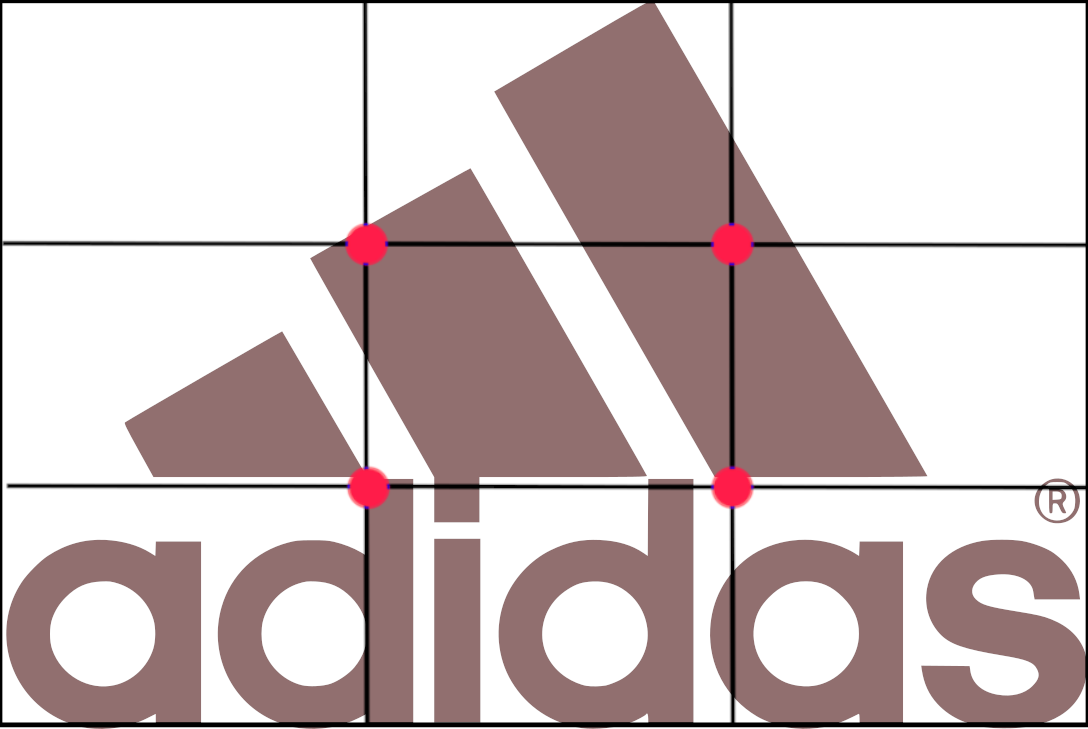
Uso della regola dei terzi in un logo

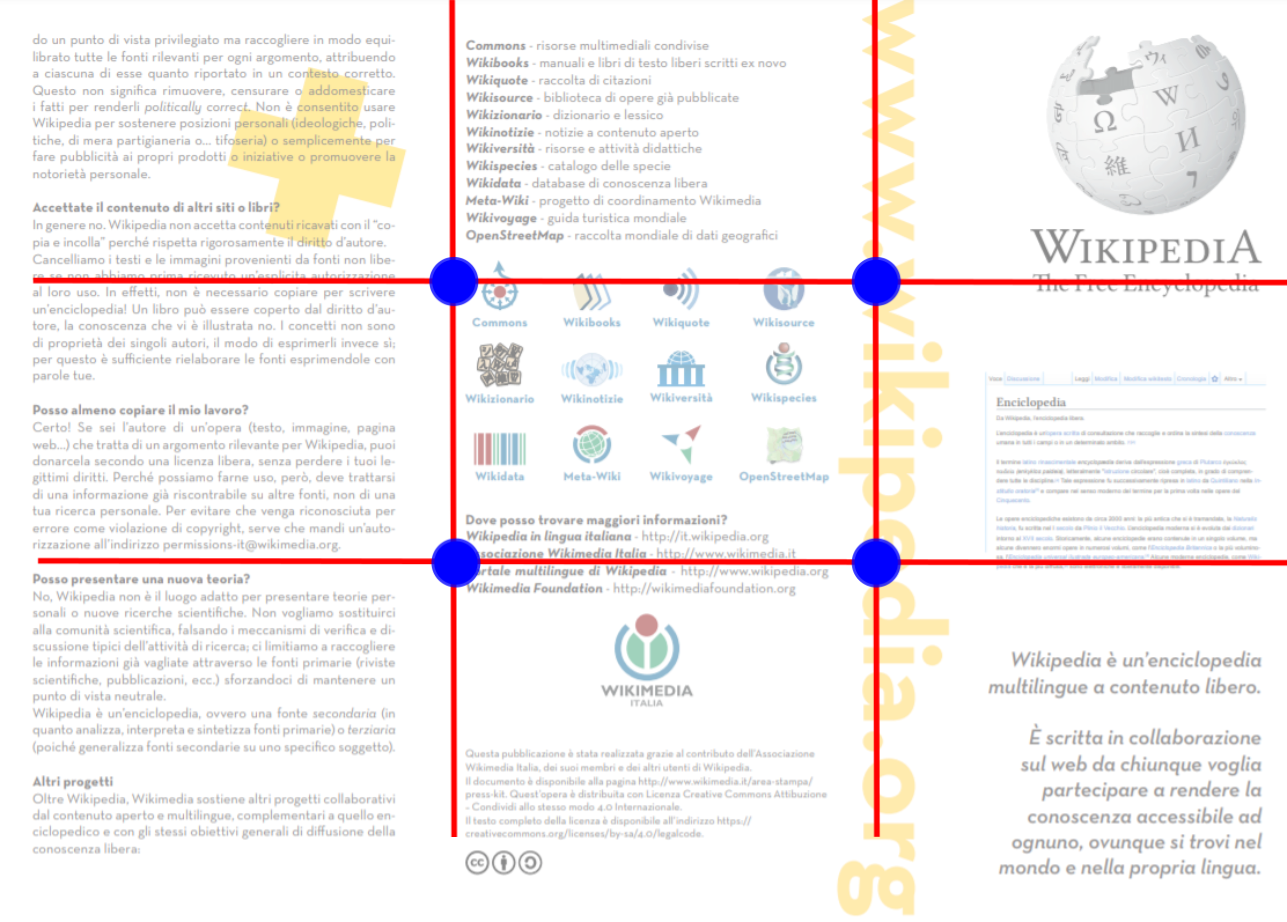
Uso della regola dei terzi in un layout

## Galleria d'immagini

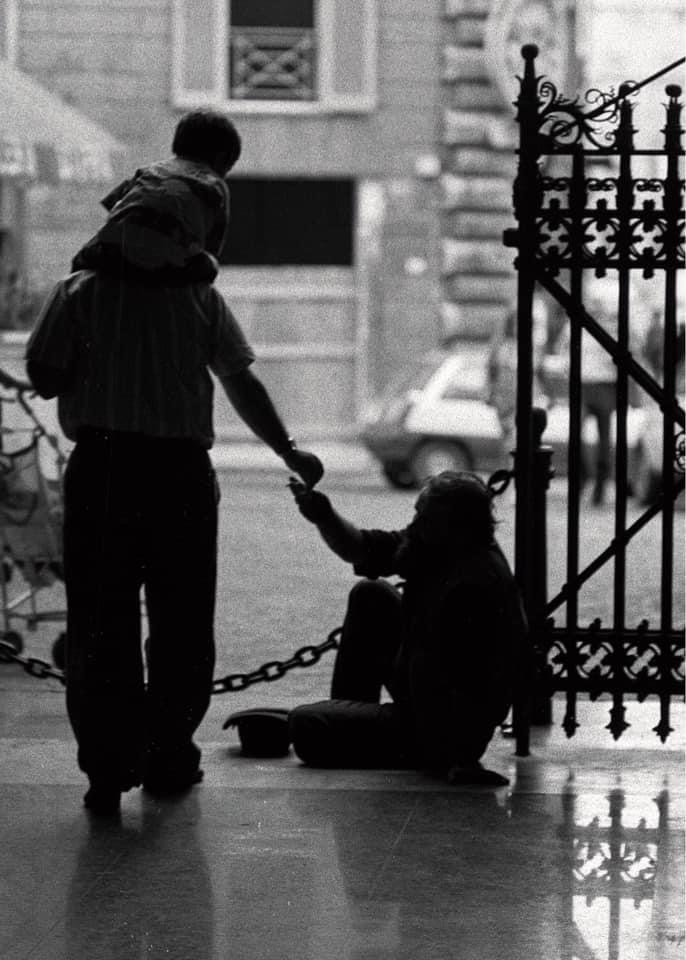
Una inquadratura rettangolare possiede delle linee di forza di differente intensità e lunghezza. In questo caso l'effetto di compressione verso il centro e avvicinamento dei piani è potenziato dall'uso di un teleobiettivo moderato.
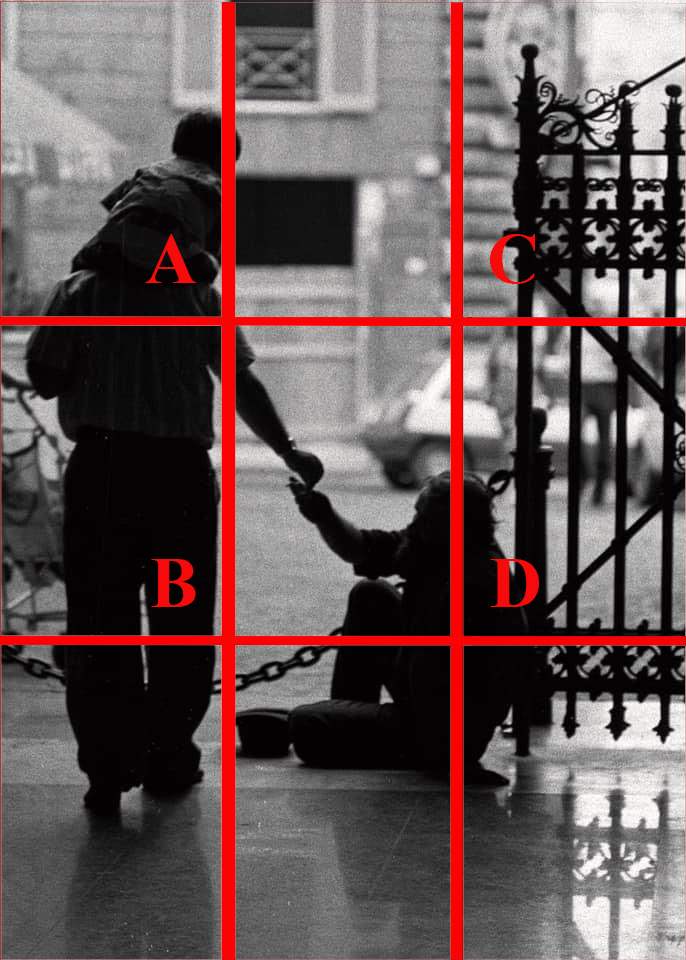
Anche in questo caso gli elementi che "raccontano" sono stati collocati nei punti aurei: A sul bambino, B sulle gambe di suo padre e D sul mendicante. Questi soli tre punti raccontano all'osservatore una storia.
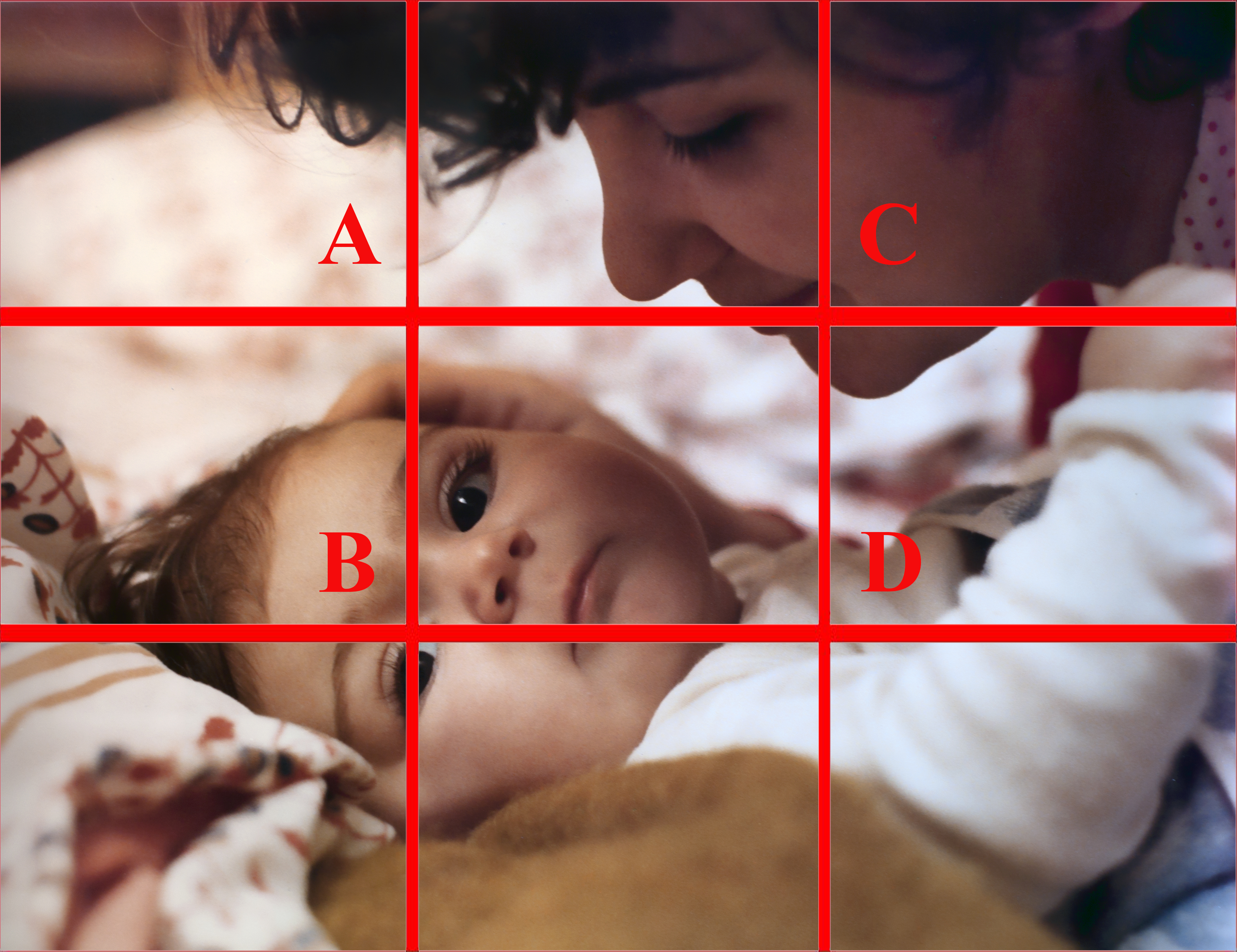
Un esempio in cui si è scelto di far cadere i punti aurei ABCD nei tratti significativi dell'immagine affinché l'osservatore venga guidato subliminalmente nel percorso visivo che parte dal punto aureo B, transita nel punto aureo C e ritorna in A in un percorso infinito.
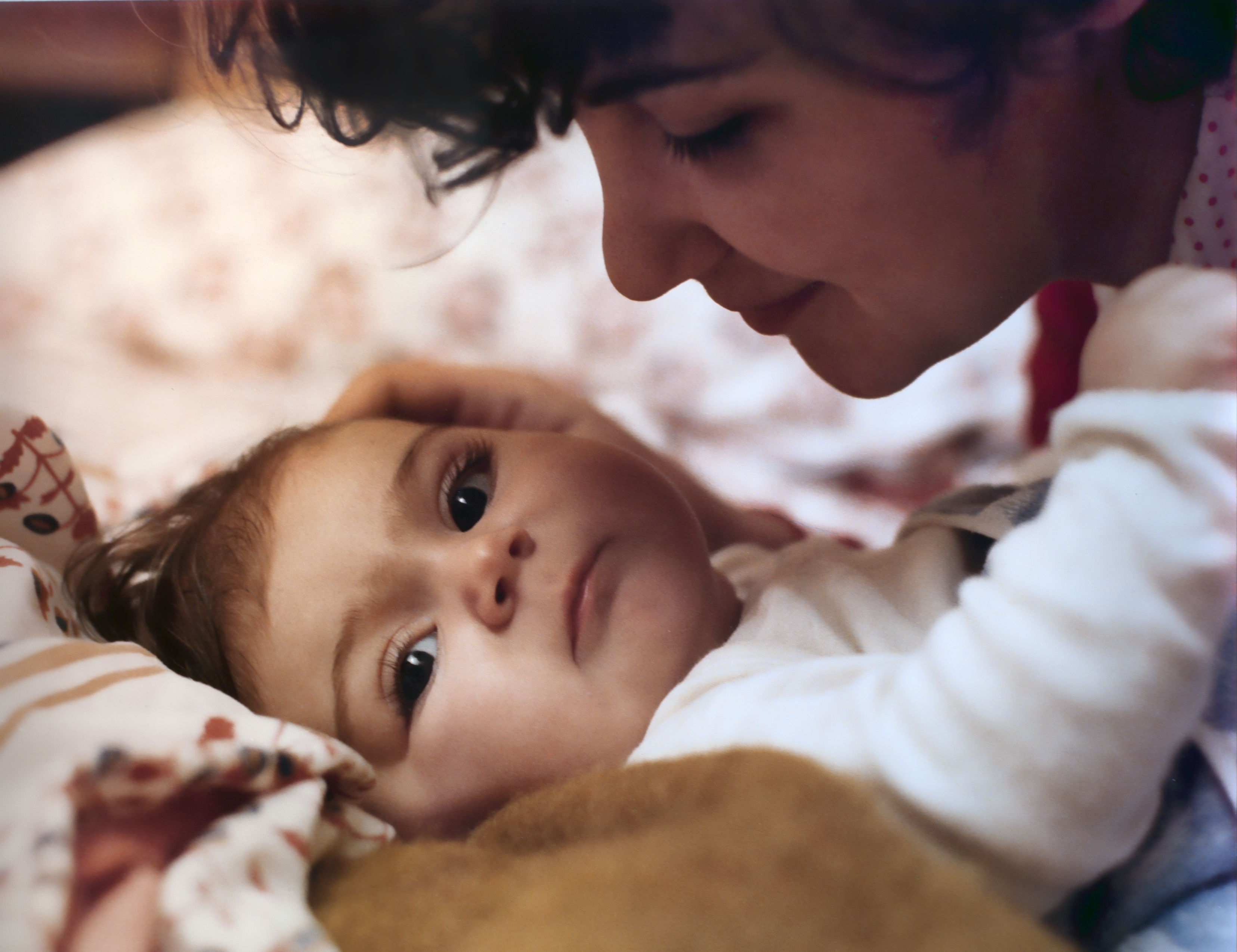
Ecco lo stesso esempio senza reticolo in cui è visibile l'effetto dinamico dell'immagine fornito dal posizionamento corretto dei dettagli significativi nei punti aurei.